# ماريا أريدوندو
ماريا أريدوندو (بالنرويجية البوكمول: Maria Arredondo)‏ هي مغنية نرويجية، ولدت في 6 يوليو 1985 في فينيسلا في النرويج.

## وصلات خارجية
- ماريا أريدوندو على موقع IMDb (الإنجليزية)
- ماريا أريدوندو على موقع ميوزك برينز (الإنجليزية)
- ماريا أريدوندو على موقع ديسكوغز (الإنجليزية)